# تولدت مبارک، آقای رئیس‌جمهور

مریلین مونرو در جایگاه

تولدت مبارک، آقای رئیس جمهور اجرایی بود که در روز شنبه نوزدهم ماه مه سال ۱۹۶۲، توسط مریلین مونرو بازیگر و خوانندهٔ سرشناس آمریکایی، برای رئیس جمهور آن روزگار ایالات متحده، جان اف کندی، و در جشن تولد ۴۵ سالگی او، خوانده شد. مریلین مونرو در این اجرا، با صدایی نرم و صمیمی، شعر آهنگ سنتی و معروف «هپی بیرث دی تو یو» یا «تولدت مبارک» را، در حالی اجرا کرد که عبارت: «آقای رئیس جمهور» را، به جای نام کندی، وارد این شعر کرده بود.
مونرو این ترانه را با یک قطعه از آهنگ کلاسیک «سپاس برای یادگارها» ادامه داد، که برای این آهنگ نیز، اشعاری جدید که به طور خاص به اهداف کندی در دوران ریاست جمهوریش اشاره داشتند، نوشته شده بود.
سپاس از شما، آقای رئیس جمهور
به خاطر تمامی کارهایی که انجام داده‌اید
به خاطر نبردهایی که شما پیروز آن بوده‌اید
به خاطر مسیری که شما در زندگی آمریکایی گشوده‌اید
و به خاطر هزار هزار مشکلات ما که برطرف ساخته‌اید
ما از شما بسیار متشکریم
پس از این اجرا، رئیس جمهور کندی به صحنه آمد و در مورد این ترانه شوخی کرد، وی گفت: «من حالا می‌توانم از سیاست بازنشسته شوم، بعد از اینکه چنین اجرای شیرینی از آهنگ تولدت مبارک، بدین گوارائی به خاطر من خوانده شد.» اشاره او در ضمن به اجرای مونرو، لباس جلف و بامزهٔ او، و همچنین تصویر کلی که از او، به عنوان یک نماد سکسی وجود داشت، بود.
این آهنگ و اجرای مونرو از آن، به دلایل متعدد به یاد آورده می‌شوند. اول این که، این اجرا یکی از آخرین حضورهای مونرو قبل از مرگش، در یک مجمع بزرگ عمومی بود (مونرو در پنجم اوت سال ۱۹۶۲، از دنیا رفت). علاوه بر این، شایعاتی که حکایت از رابطهٔ میان پرزیدنت کندی و مرلین مونرو داشتند، از موضوعاتی بود که همواره و به هر حال وجود داشت، و اجرای این آهنگ توسط مونرو، بدین معنا، لایه‌ای دیگر بخشید.
اجرای مونرو توسط پیانیست جاز، هنک جونز همراهی شد. البته این جشن، ده روز قبل از روز واقعی تولد چهل پنج سالگی کندی، که روز سه شنبه ۲۹ ماه مه بود، برگزار شد.

## تاریخچه
جشن تولد رئیس‌جمهور کندی در پارک میدان قدیمی مدیسون و در روز ۱۹ مهٔ سال ۱۹۶۲ برگزار شد و بیش از ۱۵٬۰۰۰ نفر از مردم، همراه با تعداد زیادی از مشاهیر و از جمله مرلین مونرو در این جشن حضور داشتند. جکی کندی در این مراسم حضور نداشت. لباسی که مونرو در این مراسم پوشیده بود، بسیار جلب توجه می‌کرد. این لباس از جنس حریر لطیف و به رنگ پوست بدن بود و بر روی آن ۲۵۰۰ عدد بلور کوهی (الماس بدل) دوخته شده بود. این لباس بسیار تنگ بود، طوریکه انگار به معنای واقعی کلمه، به بدن مونرو دوخته شده بود. او در زیر آن چیز دیگری نپوشیده بود. این لباس توسط ژان لوئی طراحی شده بود.
پیتر لافورد برای معرفی مونرو در مراسم آن شب حضور داشت. او در طول شب با گفتن جملاتی برای معرفی بازیگر، به تأخیر مونرو پرداخت، پس از آن مونرو روی صحنه نرفت. پس از آنکه سرانجام پس از گذشت چند ساعت از برنامه، مونرو به روی صحنه آمد، لافورد او را با عنوان «مرلین مونرو تاخیرکننده» معرفی کرد.
این رویداد توسط کارول هانی از پژاما گیم فیم طرح‌ریزی شده بود.

## تاثیرات
لباس مونرو در این مراسم که با تبدیل شدن به عنوان نمادی از این آهنگ، شهرت بسیاری یافته‌است، در سال ۲۰۱۶ میلادی، در حراج جولینز در لس‌آنجلس، به قیمت ۸/ ۴ میلیون دلار آمریکا به فروش رسید.